# Syndicat de Québec (magasin)
Le Syndicat de Québec était une chaîne de grands magasins dans la région de la ville de Québec.  Le premier magasin fut fondé le 10 avril 1886 à Québec par six anciens chefs de rayon de la Compagnie Paquet , un des concurrents de l'entreprise.

## Historique
Après la fondation de l'entreprise en 1886, créée, entre autres, par les frères Achille et Édouard Côté, ceux-ci achètent en 1892 un édifice au coin des rues Saint-Joseph et De La Couronne. En 1898, le magasin est remplacé par un autre magasin de style italien. 
En 1920, Achille Côté meurt; Édouard, son frère, prend les rênes de l'entreprise. Les enfants de ce dernier prendront la relève en 1925. Ils changent la raison sociale de l'entreprise pour Syndicat de Québec Limitée. C'est l'aîné d'Édouard, J.-Édouard Côté qui devient président jusqu'à sa mort en 1941.
Dans les années 1930, entre 1933 et 1937, les actionnaires de l'entreprise achètent d'autres édifices adjacents situés sur le boulevard Charest pour permettre un agrandissement du magasin, comme le magasin de meubles d'Henri Duclos, suivi de Mayrand et Pouliot et celui du Club des marchands. En 1949, est construit un nouvel édifice de 7 étages qui survivra au reste de l'histoire de l'entreprise et qui existe toujours à Québec. 
Avec l’avènement des centres commerciaux en banlieue de la région de Québec, une concurrence s'installe avec les grands magasins ayant pignon sur la rue Saint-Joseph au centre-ville de Québec, tels la Compagnie Paquet et Pollack. En 1960, le Syndicat ouvre une première succursale sur le chemin de la Canardière. Elle ne se maintiendra que deux ans. En 1961, ouvre la succursale de Place Laurier, suivie, en 1970, d'une autre succursale à Place Fleur de Lys près de Vanier et du Colisée de Québec
Après avoir été acquis par son concurrent, La Compagnie Paquet, en 1975, la chaîne est connue sous le nom Paquet-Le Syndicat mais les difficultés financières, la récession et l'inflation du début des années 1980, la difficulté de rajeunir sa clientèle, la perte de population dans le quartier Saint-Roch et l'arrivée de plusieurs joueurs de grandes chaînes canadiennes comme Sears, Eaton's, et américaines comme Woolco et plusieurs autres sonnent le glas de l'entreprise en 1981. Son dernier propriétaire fut l'investisseur Jean-Yves Laurin qui acquit la chaîne en 1979.
Le Syndicat de Québec ferme ses portes en 1981.